# Comuna Maloukraiinka, Ielaneț
Maloukraiinka (în ucraineană Малоукраїнка) este o comună în raionul Ielaneț, regiunea Mîkolaiiv, Ucraina, formată din satele Drujeliubivka și Maloukraiinka (reședința).

## Demografie
Componența lingvistică a comunei Maloukraiinka
     Ucraineană (93,11%)
     Rusă (4,11%)
     Română (2,64%)
Conform recensământului din 2001, majoritatea populației comunei Maloukraiinka era vorbitoare de ucraineană (93,11%), existând în minoritate și vorbitori de rusă (4,11%) și română (2,64%).